# Erőltetett menet
Az Erőltetett menet Radnóti Miklós költeménye, utolsó előtti verse. 1944. szeptember 15-én írta a  bori lágerben, amikor erőltetett menetben haladtak Győr felé. Bemutatja a hadifoglyok – köztük a zsidók – szenvedéseit és erőszakos haláluk körülményeit, illetve a reményt is.

## Keletkezés
A munkatábor foglyai állandóan a kétségbeesés és a remény végletei között hányódtak. Ez a lelkiállapot jelenik meg az Erőltetett menetben is (1944 szeptember 15.). A vers 13-14 szótagos ún. „nibelungizált alexandrinokból” áll. Radnóti itt is egy sok évszázados, középkori sorfajt használ: Walther von der Vogelweide (kb. 1170–1230) ugyanilyen formában írta Ó jaj, hogy eltűnt minden... kezdetű elégiáját (a verset Radnóti is lefordította). A jambikus lejtésű sor közepén kihagyással is hangsúlyozott, erőteljes sormetszet található. Maga a forma, a szünettel kettétört sorok tartalmi mondanivalót hordoznak: az el-elbukó, majd feltápászkodó foglyok  menetét érzékeltetik.
A költemény drámai feszültségű párbeszéd, belső vita: a költő két énje kerül egymással szembe. Az egyik én még reménykedik, s az élet makacs folytatása érdekében „fölkél és újra lépked”, a másik inkább ottmaradna az árok szélén, s várná a szenvedésektől megváltó halált.

## Elemzés

### Felépítés
A vers négy mondatból áll:
1. Az elsőben a józan, keserű bölcsesség, a kiábrándult pesszimizmus szólal meg: értelmetlen, „bolond” dolog tovább is ragaszkodni az élethez, az összeesés után újra vonszolni a vándorló fájdalmat. Ehhez a biztatást a hazaváró asszony és „egy bölcsebb, szép halál” hamis illúziója adja.
2. A második szerkezeti egységben (mondatban) a végletes kétségbeesés szétrombolja a reménykedés érveit: a vers szétbombázott otthonokat láttat, mindent átszövő félelmet, védtelenséget, kiszolgáltatottságot érzékeltet: nincs már hová hazatérni.
3. A harmadik mondat a vers érzelmi, hangulati fordulópontja: a nyers, durva valóságot az álmokat szövő ábrándozás váltja fel. Az egyes szám első személyében megszólaló énben felébred az irreális remény, a feltételes mellékmondatok tétova bizonytalanságában apró részképekből áll össze a béke, a vágyott otthon vonzó idillje. A hazatérés ábrándja impresszionista képsort teremt, s a lelassult idő nyugalmában békésen szemlélődik a képzelet. Felidézi a nyárvégi, őszi kertet, a szilvalekvárfőzés családias hangulatát, a szerető hitves törékeny alakját, a pihentető csöndet. Az igék mozdulatlanságot (hűl, napozna, várna) vagy alig észlelhető mozgást (ringnának, írna) érzékeltetnek, s festői és zenei elemek (szinesztéziák, halk alliterációk, megszemélyesítések) teszik kifejezővé a szöveget. – Az ész persze tudja, hogy mindez nem létezik már, csupán az önámító fantázia vágyálmaiban született újjá. A harmadik mondat logikailag nem zárul le (vessző, gondolatjel): a mellékmondatok mellől hiányzik a befejező főmondat.
4. A negyedik, záró egységben egy felkiáltásszerű kérdő mondat („de hisz lehet talán még?”) jelzi a csüggedésen végül is diadalmaskodó elszántságot. A kétségbeesett, észszerűtlen remény most a telihold épségébe kapaszkodik: mindent mégsem rombolt szét a háború, hiszen „a hold ma oly kerek!” – Az utolsó sor már a túlélés határozott szándékát sugározza, s a pesszimista én azonosul a reménykedő „bolonddal”.

## A vers szövege
Radnóti Miklós: 
Erőltetett menet
Bolond, ki földre rogyván      fölkél és újra lépked,

s vándorló fájdalomként             mozdít bokát és térdet,

de mégis útnak indul,           mint akit szárny emel,

s hiába hívja árok,           maradni úgyse mer,

s ha kérdezed, miért nem?           még visszaszól talán,

hogy várja őt az asszony      s egy bölcsebb, szép halál.

Pedig bolond a jámbor,           mert ott az otthonok

fölött régóta már csak           a perzselt szél forog,

hanyattfeküdt a házfal,           eltört a szilvafa,

és félelemtől bolyhos           a honni éjszaka.

Ó, hogyha hinni tudnám:           nemcsak szivemben hordom

mindazt, mit érdemes még,           s van visszatérni otthon;

ha volna még! s mint egykor           a régi hűs verandán

a béke méhe zöngne,           míg hűl a szilvalekvár,

s nyárvégi csönd napozna           az álmos kerteken,

a lomb között gyümölcsök           ringnának meztelen,

és Fanni várna szőkén           a rőt sövény előtt,

s árnyékot írna lassan           a lassú délelőtt, –

de hisz lehet talán még!           a hold ma oly kerek!

Ne menj tovább, barátom,           kiálts rám! s fölkelek!

Bor, 1944. szeptember 15.